# Міст Макуха
Міст Макуха (чеськ. Makuchova lávka) — міст для пішоходів і велосипедистів через струмок Ботич в Празі 10, район Вршовіце. Він розташований приблизно в 100 метрах на південь від моста на Вршовіцькій вулиці. З'єднує вулиці Українську і Пржипоточну біля перетину з вулицею К Ботічі. Будівництво тривало три місяці, пішохідний міст був відкритий 18 грудня 2017 року. Вартість нового мосту становила сім мільйонів чеських крон.

## Ім'я
Пішохідний міст був відкритий як безіменний. За ініціативою Канцелярії уряду Чеської Республіки 17 травня 2018 року, Рада міста Праги назвала його Мостом Макуха на честь Василя Макуха, який в листопаді 1968 року в Києві спалив себе в знак протесту проти радянської окупації Чехословаччини. При виборі назви зіграло роль і те, що міст спирається на українську вулицю, і назва пов'язана з місцевістю.

## Опис
Міст довжиною 24 м і від 3 до 5 м в ширину. Висота пішохідного мосту над рівнем Ботича на рівні 4,8 м. Несуча конструкція складається з чотирьох сталевих балок, які з'єднані залізобетонною конструкцією. По обидві сторони від мосту на висоті 1,3 м розташовані сталеві поручні.